# Xyloscia subspersata
Xyloscia subspersata är en fjärilsart som beskrevs av Felder 1875. Xyloscia subspersata ingår i släktet Xyloscia och familjen mätare. Inga underarter finns listade i Catalogue of Life.